# 平滑小頜海龍
平滑小頜海龍（学名：Micrognathus erugatus），為輻鰭魚綱棘背魚目海龍魚科小頜海龍屬的其中一種，該物種分布於西南大西洋的巴西海域，棲息深度約1公尺，棲息在海藻床，卵胎生。